# San Jerónimo y el ángel del juicio
San Jerónimo y el ángel del juicio es un óleo sobre lienzo (262 × 164 cm) del pintor barroco español José de Ribera, fechado en 1626 y conservado en el Museo Nacional de Capodimonte de Nápoles.

## Historia
El lienzo fue pintado en 1626 para decorar la capilla lateral del altar mayor de la iglesia de la Trinidad de las Monjas, donde también se encontraba el cuadro de La Trinidad Terrenal con los Santos Cartujos de Ribera.
En 1813, el cuadro fue retirado de la iglesia cuando se cerraron los conventos durante el periodo napoleónico, por lo que entró en la colección borbónica y fue trasladado al Palazzo degli Studi, sede histórica del Real Museo Borbónico, y posteriormente al Museo di Capodimonte, abierto al público el 5 de mayo de 1957.

## Descripción
La escena representa a San Jerónimo traduciendo la Biblia, sorprendido por el ángel del Juicio Final que hace sonar su cuerno, que aparece en las nubes en la parte superior derecha de la escena, muy similar a la figura representada en el cuadro de Caravaggio San Mateo y el ángel de 1602.
La escena incluye también todos los demás elementos típicos de las representaciones iconográficas de San Jerónimo: el león, apenas visible en la penumbra detrás del santo, la calavera y el pergamino enrollado. La luz que ilumina toda la composición procede principalmente de un paisaje que se abre entre las rocas, en la parte superior izquierda del lienzo.

## Análisis
El cuadro, firmado y fechado, muestra las referencias típicas del caravaggismo napolitano y destaca como una de las grandes obras maestras del pintor español, cuyo virtuosismo anticipa el que alcanzaría definitivamente a partir de la década de 1630, en sus obras de plena madurez artística.Los pasajes de claroscuro son menos evidentes que en las primeras obras del pintor, donde el tenebrismo de Caravaggio aparece más definido y acentuado.
A sus contemporáneos les pareció innovador, pues el pintor retomaba un tema apreciado en la pintura de Caravaggio y lograba hacer tangibles objetos y figuras de una manera inigualable en el paisaje de la época. Los maestros locales que abordaron el mismo tema se inspiraron en la versión de Ribera, que exploraba los aspectos de la senectud y la relación entre las figuras y los objetos de la composición.
La historia de la pintura napolitana de bodegones de la década de 1660 también encuentra aquí su fuente.
Con esta obra, La Trinidad Terrestre con los Santos Cartujos y el Sileno ebrio, Ribera consolidó su reputación de maestro del estilo y del tratamiento virtuoso de las superficies.

## Exposición
Esta pintura se exhibe como parte de la exposición Nápoles en París. El Louvre invita al Museo Capodimonte en el Museo del Louvre del 7 de junio de 2023 al 8 de enero de 2024.